# Forges-la-Forêt
Forges-la-Forêt é uma comuna francesa na região administrativa da Bretanha, no departamento Ille-et-Vilaine. Estende-se por uma área de 5,98 km². Em 2010 a comuna tinha 269 habitantes (densidade: 45 hab./km²).